# Pierre Dupasquier
Pierre Dupasquier (França) é um ex-chefe do departamento de competições da Michelin.
Dupasquier comandou a Michelin em dois períodos de competições na Fórmula 1, de 1977 a 1984, e de 2001 a 2005, quando se aposentou. Em dezembro de 2006, foi condecorado com a Legião de Honra francesa, pelos serviços prestados ao automobilismo da França.
Pierre Dupasquier é um graduado da ECAM LaSalle (1960).